# Podbanszkó

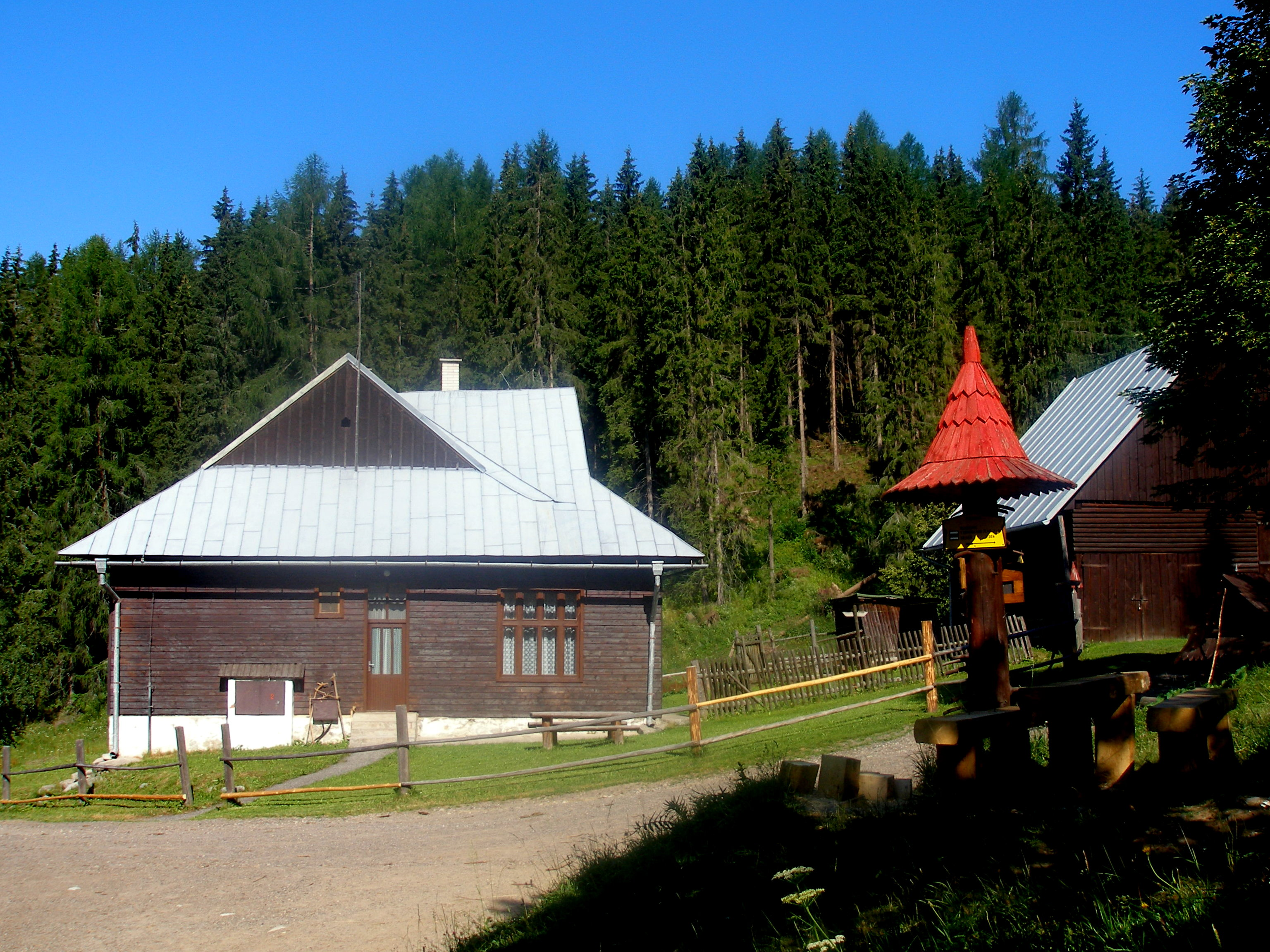
Podbanszkó

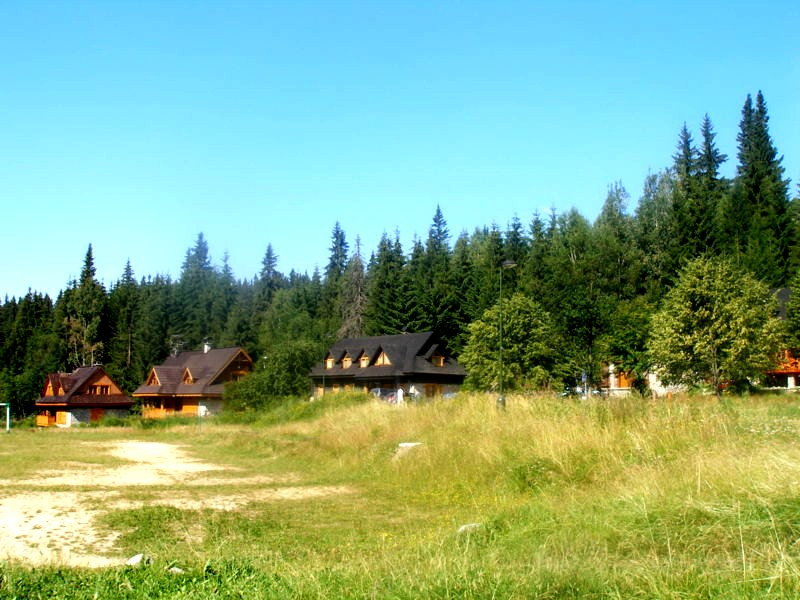
Podbanszkó

Podbanszkó (Bányaalja) (szlovákul Podbanské) Magastátra város része Szlovákiában, az Eperjesi kerület Poprádi járásában. A legnyugatibb Magas-Tátrai üdülőhely, a tátrai felső körút kiindulópontja.

## Fekvése
Liptószentmiklóstól 25 km-re északkeletre, Csorbatótól 16 km-re nyugatra, a Béla-folyó mellett, a Kriván csúcsa alatt fekszik.

## Története
A 15. században jelentek meg itt az első aranybányászok, a bányák azonban fokozatosan kimerültek, a bányászat megszűnt. A település magja egy 1871-ben épített erdészlak volt, területe a 20. századig Kokavához tartozott. A trianoni béke előtt Liptó vármegye Liptóújvári járásához tartozott.
Turistaközponttá fejlődése csak 1925-ben indult meg, amikor az első turistaház felépült. A háború alatt határában tevékenykedett a Stefán Morávek vezette partizánegység. Podbanszkó 1947-től az akkor alakult Csorbató községhez tartozott. A Kriváň-szálló 1971-ben nyílt meg. 1999-ben Csorbató részeként csatolták az újonnan alakult Magastátra városhoz.

## Külső hivatkozások
- Podbanszkó a Tátrai Nemzeti Park honlapján
- Ismertető magyarul
- Podbanszkó Szlovákia térképén